# Halové mistrovství České republiky v atletice 2020
Halové mistrovství ČR v atletice 2020 se uskutečnilo ve dnech 22.–23. února 2020 v Ostravě-Vítkovicích. 

## Medailisté

### Muži
| Soutěž                                   | Zlato                    | Stříbro                           | Bronz                   |
| 60 m                                     | Zdeněk Stromšík 06.64    | Vojtěch Kolarčík 06.76            | Jan Jirka 06.82         |
| 200 m                                    | Eduard Kubelík 21.26     | Jiří Kubeš 21.36                  | Vít Müller 21.50        |
| 400 m                                    | Pavel Maslák 46.12       | Michal Desenský 46.36             | Patrik Šorm 46.41       |
| 800 m                                    | Lukáš Hodboď 1:47.81     | Filip Šnejdr 1:48.32              | Tomáš Vystrk 1:48.39    |
| 1500 m                                   | Jan Friš 3:43.87         | Daniel Kotyza 3:44.33             | Jan Sýkora 3:51.98      |
| 3000 m                                   | Damián Vích 8:21.84      | Jáchym Kovář 8:22.31              | David Foller 8:22.61    |
| 60 m př.                                 | Petr Svoboda 7.66        | David Ryba 7.98                   | Ondřej Kopecký 8.11     |
| Skok do výšky                            | Marek Bahník 2.25 m      | Jakub Bělík 2.08 m                | Josef Adámek 2.08 m     |
| Skok o tyči                              | Jan Kudlička 5.54 m      | Matěj Ščerba 5.33 m               | Dan Bárta 5.22 m        |
| Skok daleký                              | Radek Juška 7.62 m       | Tomáš Kratochvíl 7.41 m           | Adam Pekárek 7.30 m     |
| Trojskok                                 | Jiří Vondráček 15.37 m   | Zdeněk Kubát 15.29 m              | Bohumil Bětuňák 14.81 m |
| Vrh koulí                                | Tomáš Staněk 21.18 m     | Martin Novák 19.02 m              | Jakub Héža 17.39 m      |
| Sedmiboj Praha – Stromovka 7.–9. 2. 2020 | Ondřej Kopecký 5889 bodů | Adam Sebastian Helcelet 5782 bodů | Radoš Rykl 5385 bodů    |

### Ženy
| Soutěž                                  | Zlato                                         | Stříbro                                        | Bronz                                               |
| 60 m                                    | Klára Seidlová 07.27                          | Nikola Bendová 07.41                           | Adéla Novotná 07.47                                 |
| 200 m                                   | Lada Vondrová 23.77                           | Martina Hofmanová 23.90                        | Barbora Šplechtnová 24.19                           |
| 400 m                                   | Lada Vondrová 51.82                           | Martina Hofmanová 55.25                        | Tereza Jonášová 55.53                               |
| 800 m                                   | Diana Mezuliáníková 2:07.99                   | Anna Šimková 2:09.08                           | Pavla Štoudková 2:10.41                             |
| 1500 m                                  | Diana Mezuliáníková 4:27.11                   | Kristiina Sasínek Mäki 4:27.36                 | Simona Vrzalová 4:27.67                             |
| 3000 m                                  | Lucie Sekanová 9:26.78                        | Tereza Novotná 9:31.09                         | Lucie Maršánová 9:39.51                             |
| 60 m př.                                | Markéta Štolová 8.21                          | Lucie Koudelová 8.27                           | Helena Jiranová 8.32                                |
| 4 × 200 m                               | Rappová F. Štanclová V. Hůlková B. Novotná A. | Hettlerová L. Jonášová T. Majerová D. Suchá L. | Falharová P. Kolářová Š. Suchánková B. Slaninová J. |
| Skok do výšky                           | Klára Krejčiříková 1.86 m                     | Bára Sajdoková 1.86 m                          | Lada Pejchalová 1.80 m                              |
| Skok o tyči                             | Romana Maláčová 4.45 m                        | Zuzana Pražáková 4.19 m                        | Amálie Švábíková 4.06 m                             |
| Skok daleký                             | Tereza Elena Šínová 6.17 m                    | Pavlína Minářová 6.10 m                        | Barbora Hůlková 6.08 m                              |
| Trojskok                                | Emma Maštalířová 12.76 m                      | Karolína Černá 12.62 m                         | Linda Průšová 12.16 m                               |
| Vrh koulí                               | Markéta Červenková 16.81 m                    | Marta Zachařová 14.09 m                        | Michaela Trčová 13.91 m                             |
| Pětiboj Praha – Stromovka 7.–9. 2. 2020 | Kateřina Dvořáková 4147 bodů                  | Barbora Zatloukalová 4029 bodů                 | Denisa Majerová 3926 bodů                           |